# Pierre Louis Belin
Pour les articles homonymes, voir Belin.
Pierre Louis Belin est un homme politique français né le 13 octobre 1810 à Valence (Drôme) et mort le 15 septembre 1894.

## Biographie
Docteur en droit, il est avocat à Valence, puis à Lyon en 1845. Il est député de la Drôme de 1848 à 1851, siégeant à gauche avec les républicains partisans du général Cavaignac. Il s'exile en Belgique après le coup d’État du 2 décembre 1851 mais revient rapidement, se consacrant à des travaux littéraires sous le Second Empire. Il est conseiller de préfecture de 1870 à 1873 et de 1878 à 1885.

## Sources
- « Pierre Louis Belin », dans Adolphe Robert et Gaston Cougny, Dictionnaire des parlementaires français, Edgar Bourloton, 1889-1891 [détail de l’édition]